# Cortinarius perelegans
Cortinarius perelegans är en svampart som beskrevs av Soop 2001. Cortinarius perelegans ingår i släktet Cortinarius och familjen spindlingar.   Inga underarter finns listade i Catalogue of Life.